# Gabriel Vasconcelos Ferreira
Gabriel Vasconcelos Ferreira (* 27. September 1992 in Unaí), genannt Gabriel, ist ein brasilianischer Fußballtorwart. Er steht seit 2022 Coritiba FC unter Vertrag.

## Karriere

### Anfänge in Brasilien
Gabriel spielte zunächst für die verschiedenen Jugendmannschaften von Cruzeiro Belo Horizonte. Im Jahr 2010 wurde er erstmals in den Kader der erstklassigen Profimannschaft des Klubs aufgenommen. Mit 18 Jahren gewann er als Reservetorwart seinen ersten Titel, als Cruzeiro 2011 die Staatsmeisterschaft von Minas Gerais gewann. In den folgenden Spielzeiten kam er zwar nicht an Stammkeeper Fábio vorbei, erlebte parallel dazu aber eine erfolgreiche Karriere als Jugendnationalspieler. Im Jahr 2011 konnte er die U-20 Brasiliens zunächst zur Südamerikameisterschaft und rund ein halbes Jahr später dann zur Weltmeisterschaft führen. Ein Jahr später war er bei den Olympischen Spielen in London aktiv und erreichte mit Brasilien die Silbermedaille.

### Wechsel nach Italien
Obwohl Gabriel bei seinem Verein weiterhin Ersatztorhüter blieb, verpflichtete ihn der italienische Spitzenklub AC Mailand im Sommer 2012 für seinen erweiterten Kader. Gabriel, der Milan eine Ablösesumme von 500.000 Euro kostete, war hinter Christian Abbiati und Marco Amelia fortan dritter Torhüter bei den Mailändern. Spielpraxis sammelte er in der zweiten Mannschaft des Vereins, deren Tor er 2012/13 insgesamt neun Mal hütete. Am 15. August 2012 kam er zu seinem Debüt für die A-Nationalmannschaft, mit der er einen 3:0-Sieg in Schweden einfahren konnte.
Am 1. September wurde Gabriel bis zum Ende der Saison 2014/15 in die Serie B an den FC Carpi ausgeliehen.
Zur Saison 2015/16 wechselte Gabriel auf Leihbasis zum SSC Neapel. Es folgten weitere Leihen zu Cagliari Calcio und dem FC Empoli.
Zur Saison 2018/19 wechselte Gabriel zur AC Perugia Calcio. Nach Saisonende verließ der Spieler den Klub und unterzeichnete beim US Lecce. Mit dem Zweitligisten wurde er in der Saison 2021/22 Meister und schaffte den Aufstieg in die Serie A. Hierbei trat Gabriel in 31 von 38 möglichen Spielen an.

### Rückkehr Brasilien
Gabriel machte den sportlichen Aufstieg von Lecce nicht mit. Er kehrte in seine Heimat zurück, wo er beim Coritiba FC einen Kontrakt unterzeichnete. In der Série A 2023 belegte der Klub einen enttäuschenden 19. Platz und musste in die Série B 2024 absteigen (31 von 38 Spielen, kein Tor).

## Erfolge
Nationalmannschaft
- U20-Südamerikameister: 2011
- U20-Weltmeister: 2011
- Olympiazweiter: 2012

Verein
- Staatsmeisterschaft von Minas Gerais: 2011 (Cruzeiro Belo Horizonte)
- Italienischer Superpokal: 2016/17 (AC Mailand)
- Zweitligameister und Aufstieg in die Serie A (3): 2014/15 (Carpi FC), 2017/18 (FC Empoli) und 2021/22 (US Lecce)